# Papaverales
Papaverales foi uma ordem das plantas dicotiledóneas. Nos sistemas de classificação antigos como o de Cronquist (Cronquist 1981, 1988) contem as famílias Papaveraceae, Fumariaceae e Pteridophyllaceae. Nos sistemas de classificação actuais como o APG (1998

), o seu sucessor sistema APG II (2003)
, e o mais actualizado APW
 estas 3 famílias passam a ser subfamílias da familia Papaveraceae. Papaveraceae pertence à ordem Ranunculales, e a ordem Papaverales não se usa mais.